# Santiago Ballescá Farró
Santiago Ballescá Farró (Barcelona, Cataluña; 24 de julio de 1856-Ciudad de México, 1913) fue un editor, impresor, librero, diseñador editorial, historiador, y cronista mexicano de origen español.

## Primeros años y vida profesional

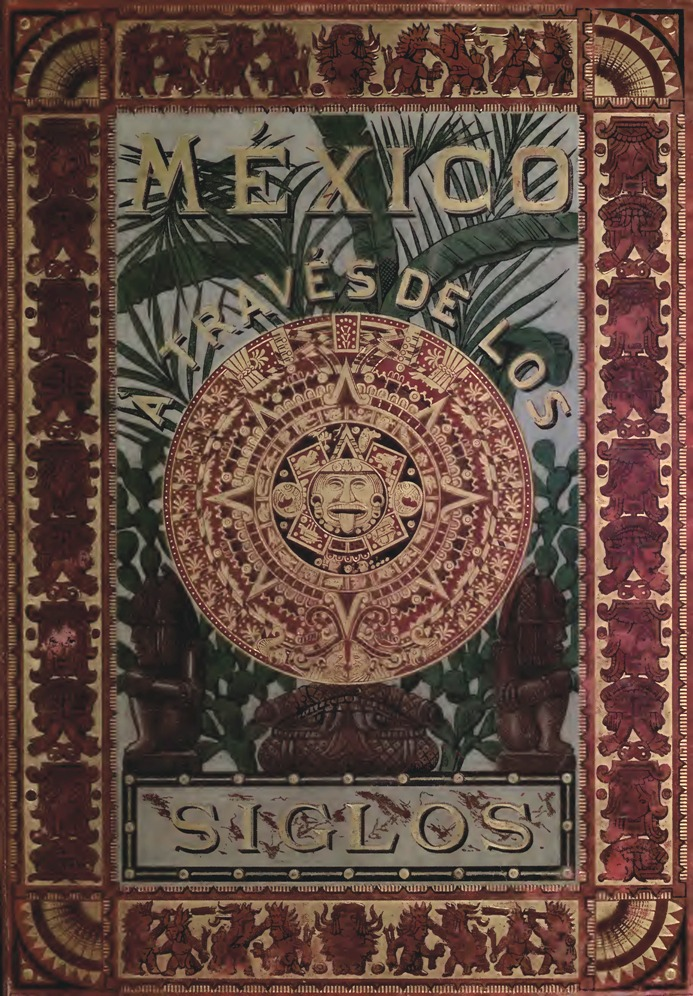
Portada de México a través de los siglos.

Nació en Barcelona, Cataluña, España el 24 de julio de 1856 con el nombre de Jaumet (Santiago en catalán); sus padres fueron el editor José Ballescá Casals (hijo de Josep Ballescà y Madrona Casals) y Joaquina Farró Call (hija de Ramon Farró y Manela Call). 
Teniendo apenas 11 años de edad se trasladó a México junto con su padre, donde comenzaron comprando y vendiendo libros usados. Más adelante, padre e hijo fundaron la casa editorial J. Ballescá y Cía. en 1870, la cual editó, entre otras valiosas obras, México a través de los siglos (publicada por J. Ballescá y Cía. en México, y por Espasa y Compañía en España), México y su evolución social y Juárez, su obra y su tiempo, de Justo Sierra; El Zarco, de Ignacio Manuel Altamirano; Sol de mayo, de Juan Antonio Mateos; De Santa-Anna a la Reforma y La Intervención y el Imperio, de Victoriano Salado Álvarez; Historia del pueblo mexicano y La conquista de Anáhuac, de Carlos Pereyra; Hojas de margarita, de Juan de Dios Peza; Rumores de mi huerto, de María Enriqueta Camarillo; Cantos escolares, de Amado Nervo; y Poemas, de José Peón del Valle.